# Kamensk-Schachtinski
Kamensk-Schachtinski (russisch Ка́менск-Ша́хтинский) ist eine Stadt in Russland. Sie liegt im Föderationskreis Südrussland in der Oblast Rostow am Fluss Sewerski Donez und hat 95.296 Einwohner (Stand 14. Oktober 2010). Die Entfernung zur Gebietshauptstadt Rostow am Don beträgt 145 Kilometer.

## Geschichte
Die heutige Stadt entstand im Jahre 1671 als Kosakensiedlung Kamenskaja, benannt nach dem in der Nähe verlaufenden Fluss Kamenka. Aufgrund häufiger Brände musste die Siedlung im Laufe der nächsten Jahrhunderte mehrmals verlegt werden, zuletzt im Jahre 1817 vom linken ans rechte Ufer des Donez. Nach der Oktoberrevolution gehörte Kamenskaja ab 1920 zum neu gebildeten Gouvernement Donezk der Ukrainischen SSR; im Oktober 1925 kam die Siedlung im Zuge einer Verwaltungsreform an die Russische SFSR. Am 28. März 1927 erhielt die Siedlung Stadtrecht und wurde zwei Jahre später in Kamensk-Schachtinski umbenannt. Das Schachtinski ist dabei abgeleitet von Schachta – Bergwerk, was auf mehrere nahe gelegene Steinkohlebergwerke zurückzuführen ist. Vom 6. Januar 1954 bis zum 27. August 1955 war Kamensk Verwaltungszentrum der nach ihr benannten Oblast Kamensk. Nach deren Auflösung 1957 wurde die Stadt in die Oblast Rostow eingegliedert.
2004 wurden die Siedlungen städtischen Typs Lichowskoi (2002: 13.638 Einwohner) und Sawodskoi (8.962) eingemeindet, sodass die Einwohnerzahl der Stadt fast die Marke von 100.000 erreichte.

### Bevölkerungsentwicklung
| Jahr | Einwohner |
| ---- | --------- |
| 1897 | 12.190    |
| 1939 | 42.711    |
| 1959 | 57.525    |
| 1970 | 68.135    |
| 1979 | 71.598    |
| 1989 | 72.379    |
| 2002 | 75.632    |
| 2010 | 95.296    |

Anmerkung: Volkszählungsdaten

## Wirtschaft und Infrastruktur
Kamensk-Schachtinski liegt im Donezbecken, welches als ein bedeutendes Steinkohlebergbaugebiet bekannt ist. In der Stadt selbst gibt es mehrere Betriebe der chemischen Industrie, ein Maschinenbaubetrieb und mehrere Nahrungsmittelhersteller.
Die Stadt liegt an der russischen Fernstraße M4 (Europastraße 115), die vom 910 Kilometer entfernten Moskau über Rostow bis in die Region Krasnodar führt, und die hier von der Europastraße 40 gekreuzt wird. Darüber hinaus besteht eine direkte Eisenbahnverbindung mit Rostow.

## Bildung
- Hochschulinstitut der Südrussischen Staatlichen Technischen Universität

## Söhne und Töchter der Stadt
- Jossyp Kossonohow (1866–1922), Physiker, Geophysiker und Meteorologe
- Jefim Schtschadenko (1885–1951), Generaloberst[4]
- Cecilia Hansen (1897–1989), Violinvirtuosin
- Jekaterina Blinowa (1906–1981), Geophysikerin und Meteorologin
- Iwan Kotschergin (1935–2015), Ringer
- Irina Rossichina (* 1975), Sprinterin
- Tony Igy (* 1985), Musikproduzent
- Anna Krylowa (* 1985), Dreispringerin
- Uljana Donskowa (* 1992), Turnerin und Olympiasiegerin